# Cheyenne County (Colorado)
Cheyenne County [ʃaɪˈɛn] ist eine Verwaltungseinheit (County) im östlichen Teil des US-Bundesstaates Colorado. Der Verwaltungssitz (County Seat) ist Cheyenne Wells.

## Geographie
Das County wird von den Countys Kit Carson im Norden, Lincoln im Westen und Kiowa im Süden umschlossen, während im Osten die Staatsgrenze zu Kansas verläuft und dort die Bezirke von Wallace und Greeley anschließen.
Cheyenne ist äußerst dünn besiedelt. Auf einer Fläche, die in etwa so groß ist, wie das Ruhrgebiet, leben gerade einmal etwa 2000 Einwohner.

## Demografische Daten
Nach der Volkszählung im Jahr 2000 lebten im County 2231 Menschen. Es gab 880 Haushalte und 602 Familien. Die Bevölkerungsdichte betrug 0,3 Einwohner pro Quadratkilometer. Ethnisch betrachtet setzte sich die Bevölkerung zusammen aus 92,87 Prozent Weißen, 0,49 Prozent Afroamerikanern, 0,76 Prozent amerikanischen Ureinwohnern, 0,13 Prozent Asiaten, 0,00 Prozent Bewohnern aus dem pazifischen Inselraum und 5,11 Prozent aus anderen ethnischen Gruppen; 0,63 Prozent stammten von zwei oder mehr Ethnien ab. 8,11 Prozent der Bevölkerung waren spanischer oder lateinamerikanischer Abstammung.
Von den 880 Haushalten hatten 34,1 Prozent Kinder und Jugendliche unter 18 Jahre, die bei ihnen lebten. 59,3 Prozent waren verheiratete, zusammenlebende Paare, 5,7 Prozent waren allein erziehende Mütter. 31,5 Prozent waren keine Familien. 29,0 Prozent waren Singlehaushalte und in 12,4 Prozent lebten Menschen im Alter von 65 Jahren oder darüber. Die Durchschnittshaushaltsgröße betrug 2,50 und die durchschnittliche Familiengröße lag bei 3,12 Personen.
Auf das gesamte County bezogen setzte sich die Bevölkerung zusammen aus 28,8 Prozent Einwohnern unter 18 Jahren, 7,1 Prozent zwischen 18 und 24 Jahren, 26,2 Prozent zwischen 25 und 44 Jahren, 21,3 Prozent zwischen 45 und 64 Jahren und 16,6 Prozent waren 65 Jahre alt oder darüber. Das Durchschnittsalter betrug 38 Jahre. Auf 100 weibliche Personen kamen 100,6 männliche Personen, auf 100 Frauen im Alter ab 18 Jahren kamen statistisch 98,4 Männer.
Das jährliche Durchschnittseinkommen eines Haushalts betrug 37.054 USD, das Durchschnittseinkommen der Familien betrug 44.394 USD. Männer hatten ein Durchschnittseinkommen von 32.250 USD, Frauen 19.286 USD. Das Prokopfeinkommen betrug 17.850 USD. 11,1 Prozent der Bevölkerung und 8,7 Prozent der Familien lebten unterhalb der Armutsgrenze. Darunter waren 12,9 Prozent der Bevölkerung unter 18 Jahren und 10,9 Prozent der Einwohner ab 65 Jahren.

## Kultur und Sehenswürdigkeiten

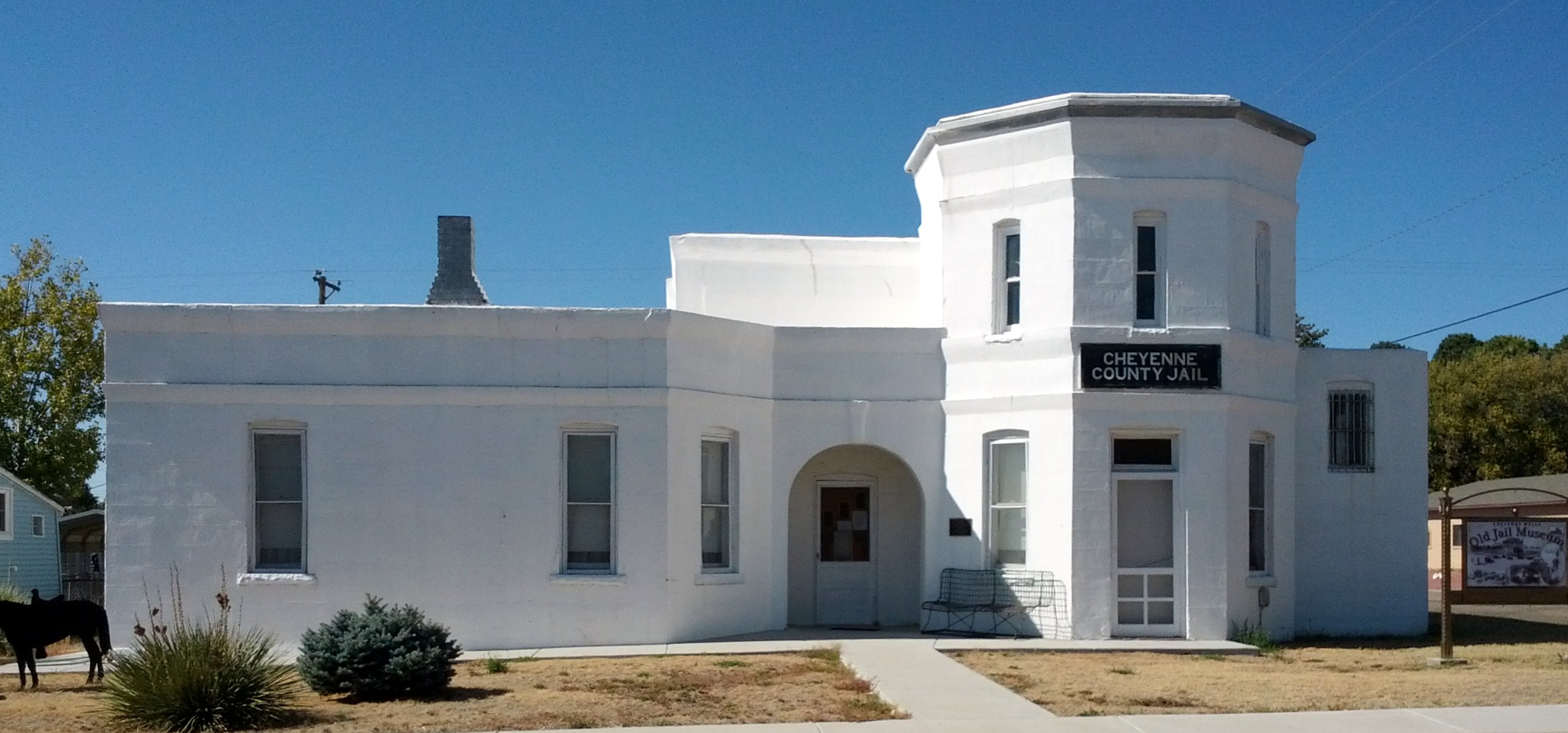
Cheyenne County Jail in Cheyenne Wells (2012). Dieses 1894 erbaute Gefängnis dient heute als Museum und wurde im Juni 1986 in das NRHP eingetragen.

Zwei Bauwerke des Countys sind im National Register of Historic Places („Nationales Verzeichnis historischer Orte“; NRHP) eingetragen (Stand 19. August 2022), das Gerichts- und Verwaltungsgebäude sowie das ehemalige Gefängnis des County.

## Sonstiges
In die Medien kam Cheyenne County im Oktober 2013, als bekannt wurde, dass sich eine Mehrheit der Bevölkerung für eine Abspaltung von Colorado und Bildung eines 51. Bundesstaates aussprach, bedingt durch die Ablehnung von schärferen Waffengesetzen.

## Orte
| - Arapahoe - Aroya | - Cheyenne Wells - Fort Big Spring | - Kit Carson - Mount Pearl | - Old Wells - Wild Horse |